# Chêne de Thor

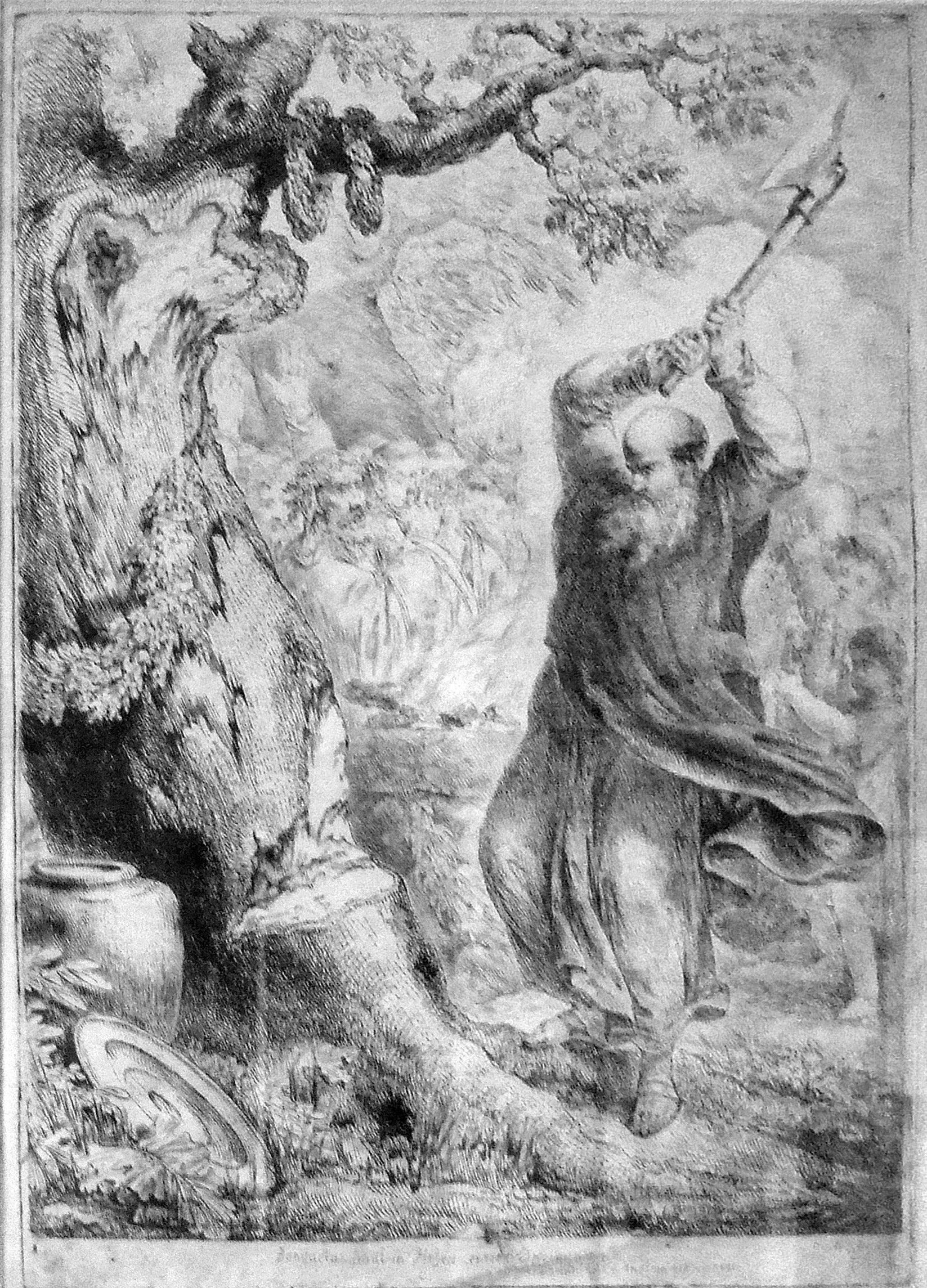
Saint Boniface abattant le chêne de Thor.

Le chêne de Thor, également appelé chêne de Donar ou encore chêne de Jupiter, est un arbre sacré, vénéré par les peuples germaniques des Chattes, installés autour de ce qui est aujourd’hui la région de Hesse, en Allemagne.
Selon l'hagiographie chrétienne, au VIIIe siècle, le missionnaire Boniface de Mayence fait abattre l'arbre afin de symboliser la supériorité du christianisme sur les rites païens. Le bois du chêne aurait ensuite été utilisé pour construire une église sur le site dédié à saint Pierre.
Les arbres et arbustes sacrés sont largement vénérés par les peuples germaniques antiques, comme le rappelle le culte d’Irminsûl, signalé par l’historien latin Tacite ; les historiens lient aujourd’hui ces arbres sacrés à la vénération d’Yggdrasil.

## La vie de saint Bonifaceselon Willibald
Selon Willibald d'Eichstätt, l’abattage de l’arbre, ordonné par Boniface, se produit lors du VIIIe siècle, dans un endroit connu sous le nom de Gaesmere, localisé en Hesse. Bien qu’aucune date ne soit fournie par l’hagiographie, l’abattage semble avoir eu lieu autour de 723 ou 724.